# モデル・プロダクション
MPこと、モデル・プロダクション（英: Model Production、和: 東京学生英語劇連盟）は、1967年に創立された関東の学生たちが作る英語劇団である。

## 概要
モデル・プロダクション（英: Model Production、和: 東京学生英語劇連盟）は、1967年、ブロードウェイでの舞台経験をもつフルブライト交換教授、故リチャード・A・ヴァイアの指導のもと、『English Through Drama（演劇を通じて英語を学ぶ）』という理念に基づいて設立された。その後はヴァイアの推薦によりアメリカのプロ俳優養成学校で演技を学んだMP第1期生である奈良橋陽子によって理念が継承され、2016年には50周年記念公演を迎えた。
モデル・プロダクションは50年に及ぶ歴史を持つが、「Model Production 2016（MP16）」「Model Production 2017（MP17）」などと称して、毎年の公演が終わった後に新たなプロダクションとして組織される。
大学生、大学院生、専門学校生であれば誰でも活動に参加できる。
例年12~2月に参加者募集のガイダンスとオーディションをおこない、2月中旬に稽古を開始、5月のGWに本公演を行う。例年の客動員数は3,000人前後である。2009年の公演では4,000人を超えた。
モデル・プロダクションの特徴の一つとして、すべての活動を英語で行うことが挙げられる。モデル・プロダクションでは単に演技力の向上を目指すだけではなく、English Through Dramaの理念に基づき、コミュニケーションの手段としての生きた英語を身につけることを重視している。そのため、モデル・プロダクションのキャスト・スタッフは全ての活動を英語で行っている。舞台の勉強をするためだけでなく、英会話を習得するためにモデル・プロダクションに参加する学生も多い。

## 構成
モデル・プロダクションのメンバー人数は年によって大きく変動するが、近年ではソーシャルヘッズを含めると80人前後となっている。

### 運営
モデル・プロダクションは学生とソーシャル・ヘッズと呼ばれる社会人参加者によって運営される。
学生の代表としてプロデューサーが毎年モデル・プロダクションを設立し、演劇の世界でプロとして活動する社会人を、演出家、ステージ・アドバイザー・振り付け師などとして招致している。
また総監督は奈良橋陽子であり、運営に関する事柄の最終的な責任者となっている。
| 総監督                 | General Manager  |
| 演出家                 | Director         |
| ステージ・アドバイザー | Stage Advisor    |
| 英語指導               | English Advisor  |
| 振り付け師             | Choreographer    |
| 歌唱指導               | Singing Advisor  |
| 編曲                   | Composer         |
| 照明指導               | Lighting Advisor |
| 音響指導               | Sound Advisor    |

など
| 制作                   | Producer                 |
| 制作補                 | Assistant Producer       |
| 会計                   | Treasurer                |
| 宣伝美術               | Art Designer             |
| 渉外                   | Public Relations (PR)    |
| 舞台監督               | Stage Manager            |
| 舞台監督補             | Assistant Stage Manager  |
| 演出補                 | Assistant Director       |
| 舞台装置・小道具チーフ | Sets and Props chief     |
| 音響チーフ             | Sound chief              |
| 衣装・メイクチーフ     | Makeup and Costume chief |
| 照明チーフ             | Lighting chief           |
| ライブ演奏者チーフ     | Live Musicians chief     |

など
※プロダクション内ではすべての活動が英語であるため、制作代表はProducer、舞台監督はStage managerなどとすべて英語で称される。

### 参加者
稽古のほとんどが東京で行われるため、東京、埼玉、神奈川、千葉からの参加者がほとんどである。舞台美術やバンド演奏もあるため、美大や音大からの参加者もいる。また参加資格は大学生であることであるが、稽古中に大学生であればよいので、2月の時点で高校3年生である生徒や、公演時には既に大学を卒業している学生でも参加することができる。
ヘッズになるのは通例2年以上の参加者で、1年目の参加者はオーディションを受け、キャストかスタッフかライブ・ミュージシャンに属する。

## 稽古
稽古はRehearsalと呼ばれ、週に5〜6回行われる。稽古は東京近郊の大学や公民館などで行われる。
総監督がアップスアカデミーの主催者でもある奈良橋陽子であるため、演技指導はメソッド演技法である。メソッド演技法は日本でまだなじみ深いものではないため、日本でメソッド演技法による指導を受けるためにモデル・プロダクションに参加する学生もいる。
プロダクション内にはキャストのほかに舞台装置、衣装、照明、音響、演奏の各セクションと運営があり、キャストの演技指導と平行して舞台の製作や演奏の練習が行われる。
舞台装置と衣装の製作は稽古場とは違う場所で行われることもあり、叩き場（Setting Place）と呼ばれる。

## 公演
モデル・プロダクションは毎年1回、英語のミュージカルを公演する。例年公演は5月初頭のGWに行われており、演目はディレクターによって決められる。
台本をそのまま利用し公演する年もあれば、原作の本をディレクターが大幅に手を加えて台本に起こし、公演することもある。
本公演は通常東京都内のホールにて、2日間にわたり行われる。2005年からは世田谷区民会館で行われている。
公演では海外劇団の来日公演のように字幕が付くことはないが、パンフレットに日本語によるストーリーが掲載される。

### 過去の演目
以下は過去のモデル・プロダクションにより上演された演目である。
| YEAR | TITLE                                |
| ---- | ------------------------------------ |
| 1967 | Picnic                               |
| 1968 | Our Town                             |
| 1969 | You Can't Take It With You           |
| 1970 | Curious Savage                       |
| 1971 | I Remember Mama                      |
| 1972 | Tour/Next/Trees                      |
| 1973 | June Night                           |
| 1974 | Our Town                             |
| 1975 | Bus Stop                             |
| 1976 | Harvey                               |
| 1977 | Hair                                 |
| 1978 | One Flew Over The Cuckoo's Nest      |
| 1979 | The Magic Monkey                     |
| 1980 | Heaven Can Wait                      |
| 1981 | The Caucasian Chalk Circle           |
| 1982 | Pippin                               |
| 1983 | Runaways                             |
| 1984 | Promises, Promises                   |
| 1985 | Fame                                 |
| 1986 | Return To Africa                     |
| 1987 | Amadeus                              |
| 1988 | Rebel Without A Cause                |
| 1989 | Laugh! In'89                         |
| 1990 | A Midsummer Night's Dream            |
| 1991 | Dark Of The Moon                     |
| 1992 | God's Favorite                       |
| 1993 | The Wiz                              |
| 1994 | Grease                               |
| 1995 | Juliet                               |
| 1996 | Theatre Sports                       |
| 1997 | Shadow Game                          |
| 1998 | Unsung Hero                          |
| 1999 | Into The Woods adapted for the MP'99 |
| 2000 | Godspell adapted for the MP'2000     |
| 2001 | June Night                           |
| 2002 | Return To Africa                     |
| 2003 | STARS(the original title "FAME")     |
| 2004 | The Wiz                              |
| 2005 | Oliver                               |
| 2006 | Golden TicketS                       |
| 2007 | Angel of Alchemy                     |
| 2008 | Momo                                 |
| 2009 | So We Sing!                          |
| 2010 | The Pride Of Africa                  |
| 2011 | First Step                           |
| 2012 | Here We Are                          |
| 2013 | June Night                           |
| 2014 | The Little Tree                      |
| 2015 | The Magic Monkey                     |
| 2016 | Ghost Light                          |
| 2017 | The Pride of Africa                  |
| 2018 | The Wiz                              |
| 2019 | The Wind in the Willows              |
| 2020 | Summer Christmas                     |
| 2021 | School of Rock                       |
| 2022 | Second Star on the Right             |

## 主な出身有名人
モデル・プロダクション出身の主な俳優、芸能人。
- 中村雅俊
- 藤田朋子
- 遠山顕
- 寺泉憲
- 塩屋俊
- 鈴木綜馬
- 今井雅之
- 別所哲也
- 川平慈英
- 上野火山
- 加瀬亮など

## 過去の参加大学
モデル・プロダクションには関東広域にわたる大学生が参加している。ESS（英会話サークル）からの参加者も多い。
青山学院大学 青山学院女子短期大学 亜細亜大学 桜美林大学　大妻女子大学 お茶の水女子大学 学習院大学 神奈川大学 神田外語大学 北里大学 慶應義塾大学 恵泉女学園大学 国際基督教大学 埼玉大学 実践女子大学 首都大学東京上智大学 女子美術大学 昭和音楽芸術学院 白百合女子大学 成蹊大学 成城大学 聖心女子大学 大正大学 拓殖大学 多摩美術大学 千葉大学 中央大学 筑波大学 津田塾大学 帝京大学 東海大学 電気通信大学 東京外国語大学 東京経済大学 東京工業大学 東京造形大学 東京大学 東京女子大学 東京造形大学 東京都立大学 (1949-2011) 東京理科大学 東放学園専門学校 東洋大学 東洋英和女学院大学 獨協大学 都立保健科学大学 日本大学 日本女子大学 日本体育大学 一橋大学 フェリス女学院大学 文化学院大学 法政大学 明治学院大学 横浜市立大学 横浜国立大学 立教大学 早稲田大学 （50音順） など